# 法师
法師爲梵語輸入詞，原指佛教研習佛法經藏的僧侶，如同研習律藏、戒律的僧侶爲律師，是一類宗教身分稱呼，後來逐漸演變為佛教僧侶的代名詞，同時道教加以吸收，也稱精通、研習道教經文者爲法師；民俗文化中也用以翻譯西方傳說中的魔法巫師。

## 佛教
法師，佛教出家眾的頭銜之一，原来指能精通、研习佛法，能為俗人解說佛法者；一般通曉經、論或律之行者，分別稱為經師、論師或律師，在有部《毗奈耶雜事》卷一三中，比丘分為經師（經藏精通者）、律師（律藏精通者）、論師（論藏精通者）、法師（善於講法者）、禪師（精通禪定者），一共五類。今日通常以“法师”泛用來作為佛教僧侶的敬稱。
對鳩摩羅什、玄奘等對翻譯經藏有卓然貢獻之大譯經師，則多稱三藏法師（梵語：tripiṭaka-ācārya；巴利語：tipiṭaka-ācariya；原意均是“三藏阿阇梨”、“三藏和尚”）。
“民間信仰”的頌經和尚（經懺僧、趕經懺）亦稱法師，手持佛塵或鈴、法器、敲鐘、打鼓等儀式，口中念佛經、咒等，进行祈福、消災、解厄、護佑、求平安或普渡等法事。

## 道教
精通經戒、主持齋儀，度人入道，堪為眾範的道士，為法師。能養生，教善行，堪為人師者，亦稱為法師。
经文曰：
- 《唐六典．卷四．尚書禮部．祠部郎中》：「道士修行有三號：其一曰法師，其二曰威儀師，其三曰戒律師。其德高思精，謂之鍊師。」。
- 《道教義樞》：「法師者，《消魔經》注云：能養生，教善行，為人範，是法師也。孟法師云：師者，和也，眾也。謂率徒必眾，接物必和」。
- 陸修靜《洞玄靈寶齋說光燭戒罰燈祝願儀》「法師」條稱：「當舉高德，玄解經義。斯人也，道德內充，威儀外備，俯仰動止，莫非法式。三界所範，鬼神所瞻，關啟祝願，通真召靈，釋疑解滯，導達群賢。」

按所受經籙而有各種法師，如正一法師、高玄法師、洞神法師、洞玄法師、洞真法師、大洞法師、三洞法師等。歷經三洞授位階籙者，稱為「三洞法師」。正一道祖師張陵的封號為「正一真人三天法師」。道教傳統稱老子為「玄中大法師」。
當代一般把進行符籙祈禳诸法术法事的道士，都稱之為法師。
廣東人稱喪事法師為南無法師。台灣道教又稱法師為「師公」或「司公」，分為作喜慶法事的「紅頭法師」（奉臨水夫人等三位女神的閭山道），以及作喪亡法事的「烏頭法師」（供奉法主公，亦為閭山道）。此外，還有少量的「天師門下正一道」與紅黑兼做的靈寶派道士。

## 民俗文化
西方的本土传说中，有魔法施法者的一席之地，此种拥有并施放魔法者，也被译为法师、魔法师、魔法巫师（Wizard）。此类称呼在小说、影视、電玩遊戲中较为常见。